# サンダーストーム
『サンダーストーム』(THUNDER STORM) は、1984年5月に日本のデータイーストが発売したアーケード用3Dシューティングゲーム。日本国外で『Cobra Command』として提供した。
『幻魔大戦』（1983年）に続く同社のレーザーディスクゲーム第2弾である。プレイヤーは戦闘ヘリコプターLX-3のパイロットとして、全世界を舞台に暗躍する武装テロ組織を鎮圧して地球の平和を守る。操縦桿にミサイルと機関銃のボタンでLX-3を操作し、敵の飛行機、ヘリコプター、戦車、空母、自走式対空ミサイル、戦艦などの攻撃「アクシデント」に対抗する。
データイーストが開発、岸本良久がゲームデザイン、熊谷慎太郎がプログラム、それぞれを担当し、岸本と熊谷はのちにテクノスジャパンから稼働された『熱血硬派くにおくん』（1986年）や『ダブルドラゴン』（1987年）を手掛けた。音楽はロックバンドのTAOが担当した。
1985年にX1とMSXへ移植、1988年にタカラのビデオチャレンジャーとして稼働、1992年に『サンダーストームFX』としてメガCDへ移植、アーケード版はのちにセガサターンおよびPlayStation用ソフト『サンダーストーム&ロードブラスター』（1995年）として同社『ロードブラスター』（1985年）と同時収録、2009年にiOS用ソフト、2010年にWindowsとX68030用ソフト発売。

## 概要
『幻魔大戦』と異なり、既存のテレビアニメや劇場アニメの映像を一切使用しない、データイースト初のオリジナルレーザーディスクゲームで、アニメパート部分は東映動画が製作を担当した。
多くは『幻魔大戦』から流用された専用のコクピット筐体で提供され、のちに他社のLDゲームの筐体を流用する改造キットも発売される。
本作の筐体は同社の『ロードブラスター』およびTAITOの『宇宙戦艦ヤマト』（1985年）の筐体として流用され、改造キットも存在した。
アニメ動画を用いる国産アーケードゲームとして雑誌『アニメージュ』で紹介され、アニメパートのスタッフリストは公開するが、ゲームパートのスタッフリストは公開していない。
開発者岸本良久は公式サイトで、セル画枚数は5万枚以上、制作期間は1年、のべスタッフ500人以上、制作費は1億円、BGMはTAO、と記す。筐体出荷数5000台でレーザーディスクゲーム最高の売り上げとなる。

## ゲーム内容

### システム
デモ画面で各地のテロリスト達が動き出したと司令部へ入電、指令を受けて出撃する対テロ部隊、出動のためLX-3に飛び乗るパイロット、順次アニメーションが映る。
飛翔する戦闘機、爆撃機、ヘリコプターは航空機関砲とミサイルどちらも有効で、テロリストが乗る自動車、戦車、自走式対空ミサイル、要塞の武器、敵兵器など地上目標、戦艦、航空母艦はミサイルのみ有効である。
画面に表示されるマーカーや矢印に従い、敵兵器に照準を合わせて「攻撃」や上下左右に操縦桿で「操縦」する。操作が正しければ次のシーンへ進み誤れば自機が撃墜されるシーンが流れて1機失う。自機全損失でゲームオーバーとなる。パターンゲームである。

### その他
- ステージ1で、ビル側面に「TAO」（音楽担当）、「KISHI」（担当ディレクター岸本）、最終場面のビル屋上広告塔に「DECO」(DetaEastCOmpny)、の表記が見られる。
- ステージ3で、空母の甲板に「25」ではなく「Z5」[注 4]と記され、一部に『六神合体ゴッドマーズ』コスモクラッシャーが出現する。

## 内容
本作は、最新税攻撃ヘリコプターLX-3が、全世界を舞台に暗躍する武装化テロリストの集団を壊滅すべく、世界各地を転戦しながら戦う様子が描かれる。

### ステージ構成
ステージは全部で10ステージある。
- ステージ1　ニューヨーク（原画：亀垣一）
- ステージ2　グランドキャニオン（原画：八島義孝）
- ステージ3　海上（原画：亀垣一）
- ステージ4　イースター島（原画：湖川友謙）
- ステージ5　森林要塞（原画：佐々木正光）
- ステージ6　ローマ（原画：白土武）
- ステージ7　ヒマラヤ山脈（原画：本橋秀之）
- ステージ8　ジャングル（原画：白土武）
- ステージ9　油田基地（原画：大島城次）
- ステージ10　テロリストの本拠地（原画：白南烈）

ステージ1からステージ10まで順番に現れるシーケンシャルプレイ、ステージ5と10以外は無作為に選択可能なランダムプレイ、それぞれが基板設定で選択可能である。

## 移植版
| No. | タイトル                          | 発売日                                     | 対応機種                 | 開発元                     | 発売元                     | メディア           | 型式                                        | 備考 |
| --- | --------------------------------- | ------------------------------------------ | ------------------------ | -------------------------- | -------------------------- | ------------------ | ------------------------------------------- | ---- |
| 1   | サンダーストーム                  | 1985年                                     | X1                       | データイースト             | 日本ビクター               | VHDpc INTER ACTION | VIA-1001（VHD） VIAX-1001（カセットテープ） |      |
| 2   | サンダーストーム                  | 1985年                                     | MSX                      | データイースト             | 日本ビクター               | VHDpc INTER ACTION | VIA-1001（VHD） VIAM-1001（カセットテープ） |      |
| 3   | サンダーストーム                  | 1988年                                     | ビデオチャレンジャー     | データイースト             | タカラ                     | -                  | -                                           |      |
| 4   | サンダーストームFX Cobra Command  | 1992年8月28日 1992年10月15日 1993年4月19日 | メガCD                   | ウルフ・チーム             | ウルフ・チーム RENO        | CD-ROM             | T-32064 4402 4130                           |      |
| 5   | サンダーストーム&ロードブラスター | 1995年10月20日                             | セガサターン PlayStation | エクゼコ・デベロップメント | エクゼコ・デベロップメント | CD-ROM             | T-20701G SLPS-00094～5                      |      |
| 6   | Cobra Command／Thunder Storm      | 2009年12月2日                              | iPhone iPod touch (iOS)  | Revolutionary Concepts     | Revolutionary Concepts     | ダウンロード       | 333243662                                   |      |
| 7   | サンダーストーム                  | 2010年5月4日                               | Windows X68030           | 自転車創業                 | 自転車創業                 | DVD-ROM            | -                                           |      |

X1版・MSX版
VHDpc INTER ACTION版、日本ビクター発売。
ビデオチャレンジャー版
タカラ発売。
メガCD版
ウルフ・チーム発売。
セガサターン版・PlayStation版『サンダーストーム&ロードブラスター』
エクゼコ・デベロップメント発売。
Windows 2000/XP/Vista/7版とX68030版のハイブリッド版
自転車創業発売、2012年12月販売終了。
iOS版（iPad互換）『コブラコマンド／サンダーストーム (Cobra Command/Thunder Storm)』
App StoreでRevolutionary Conceptsが販売。Appleの32bit-iosアプリ廃止の方針で終売。

## スタッフ

### アーケード版
ゲームスタッフ
- クリエイター：SABU、YOSHI（岸本良久）、RIE
- プログラマー：TSUYO、SHIN（熊谷慎太郎）、TOMO
- サウンド・プログラマー：MASA
- エンジニア：TAKA、JUN

ピクチャースタッフ
- 制作：平尾みき
- 監督：高山秀樹
- メカデザイン、作画監督：亀垣一
- デザイナー：やまもととしゆき
- 撮影技師：しみずまさお
- インク&ペインター：つかだつとむ
- 音楽：たおひでのり (TAO)
- 演出：松浦錠平、高山秀樹
- 作画監督補佐：今隅眞一
- OP原画：青鉢芳信、亀垣一
- 原画：亀垣一、白土武、白南烈、佐々木正光、大島城次、八島義孝、本橋秀之、湖川友謙
- 音響効果：スワラ・プロ

### メガCD版
- プロデューサー：浅沼穣、宇野正明
- ディレクター：横尾和泰
- プランナー：鈴木宏、則本真樹
- メイン・プログラム：平地慎二
- メガCDプログラム：徳弘親昭
- ビジュアル・ディレクター：おかのたけし、T.KONISHI
- デザイン・スーパーバイザー：永田和宏
- グラフィック：田島清香、松島正幸、蒲谷明弘、安森淳俊、なかじまひでとし、西谷由美子、木村まり、藤田圭一、田尻一直、森山大輔、石黒久美子、いながきよしあき
- エンディング・ミュージック・コンポーズ：桜庭統
- BGMレコーディング
  - 「SOLID GOLD」作曲：なかむらのりあき
  - 「SOLID GOLD」編曲・演奏：H.MIZUNO
  - 「SOLID GOLD」ミュージック・コーディネート：T.SATOH
  - レコーディング・エンジニア：S.YOSHII（ミキサーズラボ）
  - アシスタント・エンジニア：Y.OSHIMA（ミキサーズラボ）
  - マニピュレーター：H.SHIMAHARA（フェノメノンスタジオ）
  - レコーディング・スタジオ：ウエストサイド
  - レコーディング・ディレクター：H.YAMAGUCHI
- バイナラル・サウンド・レコーディング
  - MAエンジニア：T.UEMURA（アバコクリエイティブスタジオ）
  - MAアシスタント・エンジニア：M.OTSUBO（アバコクリエイティブスタジオ）
  - MAディレクター：N.MATSUMOTO（アバコクリエイティブスタジオ）
  - 3Dエンジニア：F.TSUTSUMI（日東紡音響エンジニアリング）
  - 3Dプロデューサー：T.SHIGETA（日東紡音響エンジニアリング）
  - ナレーション：S.HERMAN
  - MAスタジオ：アバコクリエイティブスタジオ
- サウンド・プロデューサー：K.SENZAKI
- 広報：飯島公人、小林恵美子、村上友子
- サンクス：後藤清治、内田学、T.KUNIMATSU、門脇勲、石沢隆一、H.NINA
- スペシャル・サンクス：福島和行
- エグゼクティブ・プロデューサー：秋篠雅弘

## 評価
アーケード版
ゲーメストムック『ザ・ベストゲーム』（1991年）内の「ビデオゲームフルリスト」の紹介文で、「パイロット視点のアニメ映像はとにかくド迫力」とグラフィックが絶賛された。ゲーメストムック『ザ・ベストゲーム2』（1998年）でライターのスーは、戦闘ヘリのコックピット視点が「当時はこの臨場感は衝撃的」、ミスした際の映像パターンが豊富、デモ時のオープニングアニメーションの完成度が高く、「コンシューマーなどでも発売されているので一度は見てほしい」と称賛した。
メガCD版
ゲーム誌『ファミコン通信』「クロスレビュー」で6・5・7・5の合計23点（満40点）である。LD版ほどの画質ではないがプレイ感覚は変わらずアニメを取り込んだビジュアルは観るだけで楽しい、LD版は動きがスピーディーだがメガCD版はぎこちない、コンティニュー回数の制限が残念、レバーとボタン操作による進行はディズニーランドのスター・ツアーズのように興奮、面白いのはステージ1のみで以降は敵を倒すポイントの記憶が必要で、用意されたアニメーションに合わせて攻撃している感覚が強く面をクリアしても気分が盛り下がる、などのレビューが見られた。
ゲーム誌『メガドライブFAN』の読者投票「ゲーム通信簿」は、22.07点（満30点）の評価である。
| 項目 | キャラクタ | 音楽 | 操作性 | 熱中度 | お買得度 | オリジナリティ | 総合  |
| 得点 | 3.60       | 4.12 | 3.13   | 3.54   | 3.49     | 4.19           | 22.07 |
ゲーム本『メガドライブ大全』（2004年、太田出版）は、メガドライブ本体の同時発色数が16色しかなくアニメーション部分が見にくいが、敵機を撃ち落とし矢印に従い障害物を避ける部分は「スリルは変わらず」とした。
グレン・ルーベンスタインはWizardのレビューで、高いレベルとユニークなインターエースを評価してB-のスコアを与えた。
セガサターン、PlayStation版
ゲーム誌『ファミコン通信』の「クロスレビュー」はSS版が25/40、PS版が23/40。

## 関連作品
すべてレーザーディスクゲーム。
『アルベガス』（1984年、セガ）
本作同様のシステムを持つ。
『宇宙戦艦ヤマト』（1985年、タイトー）
一部のステージで本作のシステムを流用する。
『ロードブラスター』（1985年、データイースト）
本作のシステムを持った続編。